# Фресно (округ)
Фре́сно (англ. Fresno) — округ штата Калифорния, США. Расположен в Калифорнийской долине, к югу от Стоктона и к северу от Бейкерсфилда. По переписи 2008 года население округа составляет 931 098 человек. Окружной центр город Фресно, пятый по величине город в Калифорнии.

## География
По данным переписи 2000 года округ имеет общую площадь в 15 585 км², из которых 15 443 км² занимает суша и 141,7 км² вода. Основные водотоки от рек Сан-Хоакин и Кингс Ривер. Округ является центром большого сельскохозяйственного района Калифорнии. Во Фресно находится озеро Авокадо и одноимённое поселение.

### Парки
- Кингс-Каньон
- Сьерра-Форест

## Демография
По переписи 2000 года в округе насчитывается 799 407 человек, 252 940 домохозяйств, и 186 669 семей, проживающие непосредственно в округе. Плотность населения равна 134 человека на км². Расовый состав: 54,30% белые, 5,30% чёрные, 8,05% азиаты, 1,60% коренные американцы, 25,90% другие расы и 4,73% две и более рас.
В округе существует 252 940 домохозяйств, в которых 41,20% семей имеют детей в возрасте до 18 лет, имеется 52,50% супружеских пар, 15,20% женщин проживает без мужей, а 26,20% не имеют семью. Средний размер домохозяйства равен 3,09, средний размер семьи 3,59.
Средний доход на домохозяйство составляет $34 725, а средний доход на семью $38 455. Мужчины имеют средний доход в $33 375, женщины $26 501. Доход на душу населения $15 495. 17,60% семей или 22,90% населения живут за чертой бедности, в том числе 31,70% из них моложе 18 лет и 9,90% от 65 лет и старше.
В округе 32,10% населения в возрасте до 18 лет, 11,10% от 18 до 24 лет, 28,50% от 25 до 44 лет, 18,50% от 45 до 64 лет, и 9,90% от 65 лет и старше. Средний возраст составляет 30 лет. На каждые 100 женщин приходится 100,40 мужчин, а на каждые 100 женщин в возрасте от 18 лет и старше приходится 98,20 мужчин.

## Транспортная инфраструктура

### Аэропорты
- Аэропорт Файрбо
- Аэропорт Мендота
- Муниципальный аэропорт Ридли